# 扎拉 (土耳其)

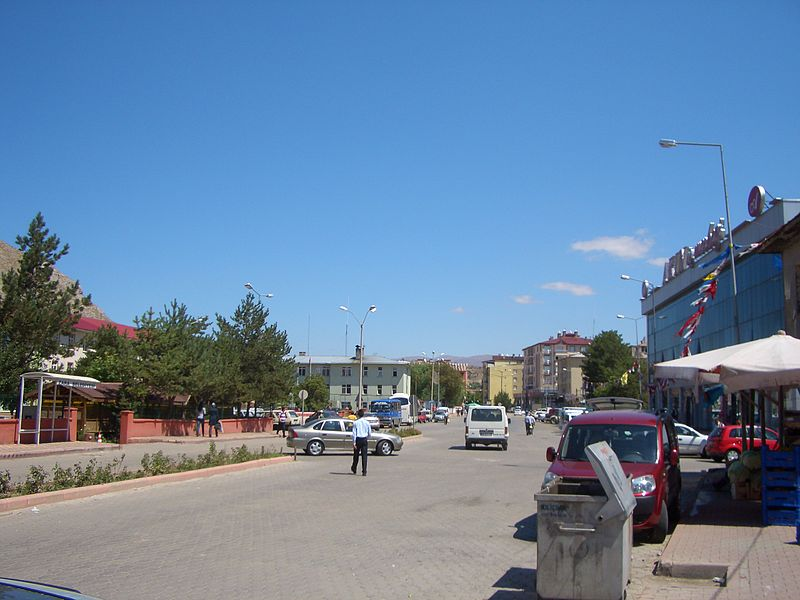
A view from Zara city center

扎拉是土耳其的城鎮，由錫瓦斯省負責管轄，位於該國北部，距離首府錫瓦斯70公里，面積2,456平方公里，海拔高度1,350米，受溫帶氣候影響，2008年人口11,835。